# فيوريل سيميون
فيوريل سيميون (بالرومانية: Viorel Simion)‏ مواليد 19 أكتوبر 1981، هو ملاكم روماني يصنف ضمن فئة وزن الريشة. شارك في دورة الألعاب الأولمبية الصيفية سنة 2004.

## إحصائيات
خاض خلال مسيرته 29 نزالا، فاز في 22 ولم يتعادل وخسر في 7. فاز بالضربة القاضية في 9 نزالا.

## روابط خارجية
- فيوريل سيميون على موقع بوكس ريك (الإنجليزية) (registration required)
- فيوريل سيميون على موقع أوليمبيديا (الإنجليزية)
- فيوريل سيميون على موقع اللجنة الأولمبية الرومانية (الرومانية)